# امامت و ولایت علی بن ابی‌طالب

سکهٔ نقره‌ای از رستم دوم، فرمانروای باوندی، ضرب‌شده در پریم. رستم بن شروین (۳۵۳–۳۶۹ هجری) اولین فرمانروای ایرانی است که عبارت «علی ولی‌الله» را بر سکه‌های خود ضرب کرده است؛ این در حالی است که آل بویه با وجود شیعه بودن، (به احترام خلفای عباسی) چنین کاری نمی‌کردند.

امامت و ولایت علی بن ابی‌طالب به مقام معنوی و روحانی علی بن ابی طالب و جایگاه وی در تعلیم حقیقت دین و برپایی شریعت اسلام بعد از محمد، پیامبر اسلام، اشاره دارد. خلافت علی بن ابی طالب از سال ۳۵ تا ۴۰ هجری قمری (۶۵۶–۶۶۱ میلادی) در تاریخ رسمی، موضوع این مقاله نیست.
در مورد جانشینی علی، مورخان و دانشوران تاریخ اسلام عموماً یا دیدگاه اهل سنت را پذیرفته‌اند یا اینکه حقیقت موضوع را غیرقابل کشف دانسته و از آن رد شده‌اند. یکی از مورخانی که از این سنت رایج جدا شده است ویلفرد مادلونگ می‌باشد. ویلفرد مادلونگ در دانشنامهٔ اسلام اصلی‌ترین ادعاهای شیعه را دیدگاه خود شخص علی می‌داند زیرا به عقیدهٔ او علی خود را شایسته‌ترین فرد برای خلافت در مقایسه با دیگر صحابه می‌دانست و کل جامعهٔ مسلمانان را به دلیل روی گرداندن از خودش ملامت می‌کرد، اما در عین حال رفتار ابوبکر و عمر در مسند خلافت را می‌ستود و تخریب شخصیت آن‌ها را نکوهش می‌کرد. مادلونگ معتقد است که از آنجایی که در رسوم عربان آن زمان، خصوصاً رسوم قریش، جانشینی موروثی معمول بوده و قرآن بر اهمیت پیوند خونی میان پیامبران و خصوصاً اهل بیت تأکید ورزیده است و اینکه انصار از خلیفه‌شدن علی حمایت می‌کردند، ابوبکر می‌دانست که تشکیل یک شورا برای انتخاب خلیفه به انتخاب علی می‌انجامد و به همین دلیل به شکل حساب‌شده‌ای جریان‌های سیاسی را برای خلیفه‌شدن خودش هدایت کرد. از طرف دیگر لئورا وچا ولیری در دانشنامهٔ اسلام این موضوع را که علی واقعاً امید داشت تا جانشین پیامبر شود، مورد تردید می‌داند زیرا اعراب طبق سنت، رئیس خود را از میان ریش‌سفیدان انتخاب می‌کردند و علی در آن زمان تنها کمی بیش از سی سال سن داشت و اعتبار لازم برای جانشینی محمد را طبق سنن اعراب نداشت؛ ولیری معتقد است که شیعیان با حدیث‌سازی یا تفسیر به مطلوب کلمات منتسب به محمد، بر این موضوع پای می‌فشارند که پیامبر قصد داشته تا علی را به عنوان جانشین خود برگزیند، حال آنکه جای هیچ شکی نیست که در هنگام واپسین بیماری، محمد سخنی در مورد جانشین خود بیان ننمود.
ویلفرد مادلونگ می‌نویسد، علی نمی‌توانسته که بر مبنای قرابت خویشاوندی با محمد، امیدوار به خلیفه‌شدن پس از عمر بوده باشد؛ زیرا قریش از جمع‌شدن پیامبری و خلافت در یک قبیله حمایت نمی‌کردند. وی معتقد است که این مهم از سنخ «کودتای صورت‌گرفته توسط ابوبکر و عمر» در سقیفه بنی‌ساعده نیست، بلکه از حسادت عمیق قریش نسبت به علی نشئت می‌گیرد؛ بنابراین تنها شانس علی برای شرکت در امور مسلمین، مشارکت کامل وی در اهل شورا می‌توانست باشد که توسط عمر پایه‌ریزی شده بود. ابن‌عباس روایت می‌کند که در جایی عمر به وی گفته که علی در واقع شایسته‌ترین شخص برای جانشینی محمد بوده، اما ما از وی به دو دلیل ترسیدیم. وقتی ابن‌عباس مشتاقانه از عمر در مورد این دو دلیل سؤال می‌کند، عمر در پاسخ به وی می‌گوید، اولی جوان بودن و دومی علاقهٔ زیاد علی به خاندان بنی‌هاشم. بر اساس این روایت، تمامی آرزوهای علی و هوادارانش برای احراز خلافت به ناامیدی مبدل گردید. عمر در خلال این پاسخ، به سقیفه بنی‌ساعده اشاره می‌کند. در این اشاره، عمر به عقیده‌اش دربارهٔ تشکیل شورا به‌عنوان مبنایی برای تعیین خلیفه اشاره کرده و عملاً، از این به بعد، هر گونه تعیین خلیفه بدون مشورت را تقبیح می‌نماید؛ بنابراین با این کار، خلافت نمی‌توانست در انحصار قبیله‌ای خاص باشد و به تمامی قریش تعلق داشت.

## خاتم ولایت محمدی

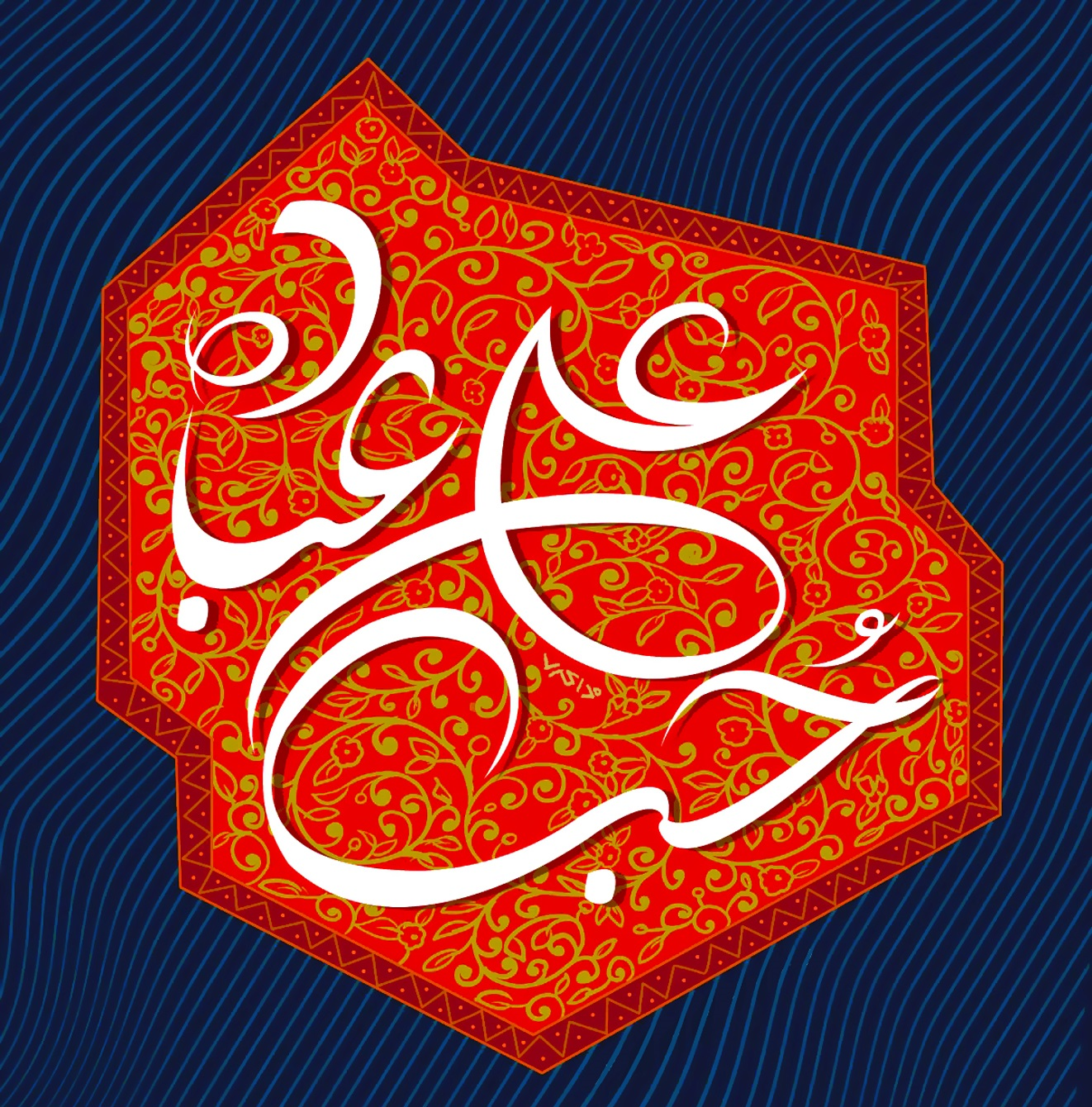
حُبُّ عَليٍ عِبَادَة: شیعیان معتقدند عشق به علی، عبادت است.

شیعیان معتقدند در حالی که محمد همزمان واجد مقام نبوت و ولایت است، علی مهر کامل ولایت است، از این رو «ولی‌الله» خوانده می‌شود. چنان‌که سید حیدر آملی می‌گوید، ولایت وجه باطنی و داخلی نبوت است. هانری کربن می‌گوید همان‌طور که ظاهر نبوت باید در شخصی به خاتمیت برسد و آن شخص محمد است، باطن آن که ولایت است، نیز باید با تجلی در شخصی زمینی به خاتمیت برسد. این شخص علی است، که نزدیک‌ترین قرابت معنوی را به محمد دارد؛ یعنی، ولایت محمدی وجه باطنی و پوشیده نبوت همه انبیاست که با علی به ظهور رسیده است.
از همین روست که اغلب طریقت‌های صوفیانه سلسله معنوی خویش را به وی می‌رسانند و از وی آغاز می‌کنند. هانری کربن می‌گوید، حتی اگر در استناد تاریخی این سلسله‌های معنوی مناقشه باشد، بیشتر نشان دهنده نیت آن‌ها در اتصال به منشأ ولایت است.

## ابلاغ امامت و ولایت

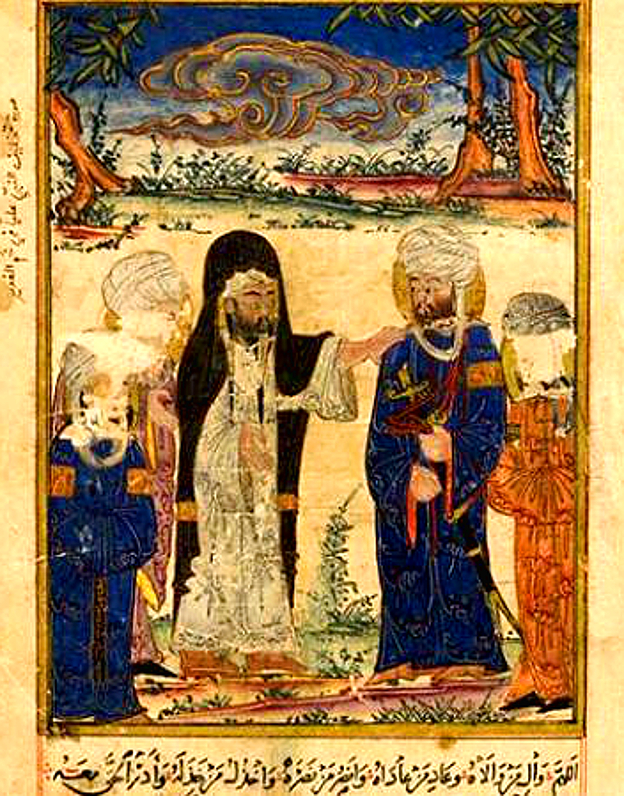
نقاشی انتصاب علی توسط محمد در غدیر خم، کتاب آثار الباقیه عن القرون الخالیه ابوریحان بیرونی، ۱۳۰۷ یا ۱۳۰۸ میلادی.

هنگامی که محمد از حجةالوداع در سال ۶۳۲ میلادی بازمی‌گشت، خطابه‌ای در مورد علی ایراد نمود که توسط شیعه و سنی بسیار متفاوت تفسیر شده است. مطابق با روایت هر دو گروه محمد گفت که علی وارثش و برادرش و کسی است که هر کس پیامبر را به‌عنوان مولایش (رهبر یا دوست قابل اعتماد) بپذیرد (کلمهٔ مولا مرتبط است با ولایت (به کسر واو) یا وَلایت (به فتح واو) که حکومت، شروع مبادرت، غلبهٔ معنوی و قدرت معنی می‌دهد) باید او را نیز به‌عنوان مولایش بپذیرد. شیعیان این بیان را به معنی تعیین علی به جانشینی پیامبر و اولین امام می‌دانند. در مقابل اهل سنت این بیان را تنها اظهار نزدیکی پیامبر به علی می‌دانند و نیز اظهار خواسته‌اش که علی به‌عنوان پسرعمو و فرزندخوانده‌اش جانشین او در مسئولیت‌های خانوادگی‌اش پس از مرگ شود.
در این راستا، یکی از مستندات شیعه، احادیث قرطاس در کتاب سُلَیم بن قیس الهلالی و دیگر منابع می‌باشد که در احادیث آن ادعا شده پیامبر در آخرین لحظات حیات، جهت نگارش وصیت خود، صحیفه و دواتی خواسته و علیرغم اختلاف و نزاع جمع حاضر بر سر این موضوع، به ترتیب، دوازده جانشین پس از خود را با نام و نشان به علی املا نموده است.

## نسبت خلافت با ولایت و امامت علی
علی در تاریخ اسلام چهارمین خلیفه بوده است. اما، آنچه به لحاظ تاریخی رخ داده است تأثیری بر امامت ندارد. همچنان که دیگران که واجد جایگاه خلافت بوده‌اند، بهره ای از امامت ندارند. همچنین، فقدان منصب خلافت چیزی از مرتبت امام نمی‌کاهد. هانری کربن می‌گوید در تشیع امامت، فراتر از رقابت خاندان‌ها برای حکومت است. امامت وابسته به اقرار و قبول مردم نیست. بلکه ریشه در فر ایزدی امام دارد، که مردم قادر به درکش نیستند.

## تمایز یافتن تاریخی شیعیان علی

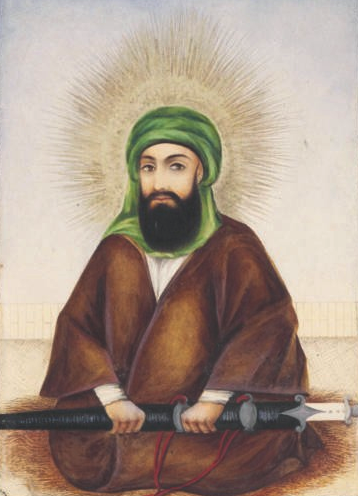
مینیاتور علی از دوران قاجار

ویلفرد مادلونگ می‌گوید پس از جدایی خوارج، حامیان علی بر مبنای ولایت علی مجدداً با وی بیعت کردند. این بار، آن‌ها با ارجاع به حدیث غدیر که از محمد نقل شده است، متعهد شدند دوست کسی باشند که با وی دوست است و دشمن آنکه با وی دشمن است. («ولی لمن والاه، عدو لمن عاداه») علی تصریح کرد که پایبندی به سنت محمد نیز به شرط بیعت افزوده شود، اما سنت ابوبکر و عمر را به عنوان شرط بیعت نپذیرفت. اما خوارج می‌گفتند بیعت باید مبتنی بر قرآن و سنت محمد، ابوبکر و عمر باشد، نه ولایت یک شخص خاص. احتمالاً در همین زمان، علی حدیث غدیر را علناً در برابر عموم اعلام کرد و از مردمی که شاهد واقعه غدیرخم بوده‌اند درخواست کرد که بر آن شهادت دهند. دوازده یا سیزده تن از صحابه شهادت دادند که این حدیث را از محمد شنیده‌اند که علی «مولای» آن کس است که محمد مولای اوست. («من کنت مولاه فهذا علی مولاه») بدین ترتیب علی صراحتاً مرجعیت دینی فراتر از ابوبکر و عمر را برای خود مطرح کرد.
در سال‌های بعد، بخصوص پس از سقوط مصر و کشته شدن شیعیانش در آنجا، علی با صراحت بیشتر دیدگاه‌هایش از جمله دربارهٔ خلفای پیشین و استحقاقش بر خلافت محمد را در نامه‌ای خطاب به پنج تن از شیعیانش بیان کرد که متن آن در الغارات ثقفی آمده است.